# Третьяки (Воронежская область)
Третьяки́ — село в Воронежской области Борисоглебского района.

## География
Находится в 25 километрах от районного центра г. Борисоглебска на правом берегу р. Хопёр. Через село проходит автомобильная дорога федерального значения А144.

## Население
| 1859 | 1897  | 2010  |
| ---- | ----- | ----- |
| 3143 | ↗4951 | ↘1253 |

## География
- Вид на окраину села с юга
- Улица Народная

Улицы
| - ул. К. Маркса, - ул. Коммуны, - ул. Ленинская, - ул. Народная, - ул. Октябрьская, - ул. Первомайская, | - ул. Пролетарская, - ул. Пушкина, - ул. Свердлова, - ул. Свободы, - ул. Советская, - ул. Энгельса, - пер. Масловский. |

## Экономика
В современных Третьяках занимаются в основном сельским хозяйством, выращиванием злаков, подсолнечника. В селе есть завод по переработке семян подсолнечника, птицефабрика.
- Завод по переработке подсолнечника